# ¡Qué más quisiera yo!
¡Qué más quisiera yo! es un programa de televisión español perteneciente al género de Humor, que se emitió en dos especiales de los domingos a las 21:30 en La Sexta.

## Descripción
Es un programa en el que varios famosos de la televisión se hacen pasar por trabajadores de algún oficio abierto al público ciudadano con el fin de despistar y de hacer reír a la gente de la calle y, en algunos casos, incluso a sus amigos. Tendrán que negar su verdadera identidad si alguien los reconoce, en cuyo caso deberán responder siempre con la frase que da título al programa ¡Qué más quisiera yo!.

## Famosos que participaron
| Famoso/a                  | Profesión                           |
| Paco León                 | Dependiente de gasolinera           |
| Anne Igartiburu           | Dependienta de tienda de animales   |
| Chiquito de la Calzada    | Camarero                            |
| Amaia Salamanca           | Policía                             |
| Antonio Lobato            | Dependiente de un Kiosko            |
| Ana Obregón               | Cajera de Supermercado              |
| Carlos Sobera             | Dependiente de ferretería           |
| Pilar Rubio               | Dependienta de zapatería            |
| Francis Lorenzo           | Taxista                             |
| Maxi Iglesias             | Dependiente de tienda de fotocopias |
| Eugenia Martínez de Irujo | Pescadera                           |
| Kiko Rivera               | Vendedor de Sandwiches              |

## Audiencias
| Temporada | Temporada | Episodios | Estreno                 | Final               | Audiencia media | Audiencia media | Audiencia media |
| Temporada | Temporada | Episodios | Estreno                 | Final               | Espectadores    | Cuota           |                 |
| --------- | --------- | --------- | ----------------------- | ------------------- | --------------- | --------------- | --------------- |
|           | 1         | 3         | 26 de diciembre de 2009 | 10 de enero de 2010 | 1 131 000       | 6,4%            |                 |

## Temporadas

### Primera temporada (2009)
| N.º | Fecha de emisión        | Audiencia        |
| --- | ----------------------- | ---------------- |
| 1   | 26 de diciembre de 2009 | 1 417 000 (8,6%) |
| 2   | 3 de enero de 2010      | 1 288 000 (6,8%) |
| 3   | 10 de enero de 2010     | 688 000 (3,8%)   |